# Meschtschora

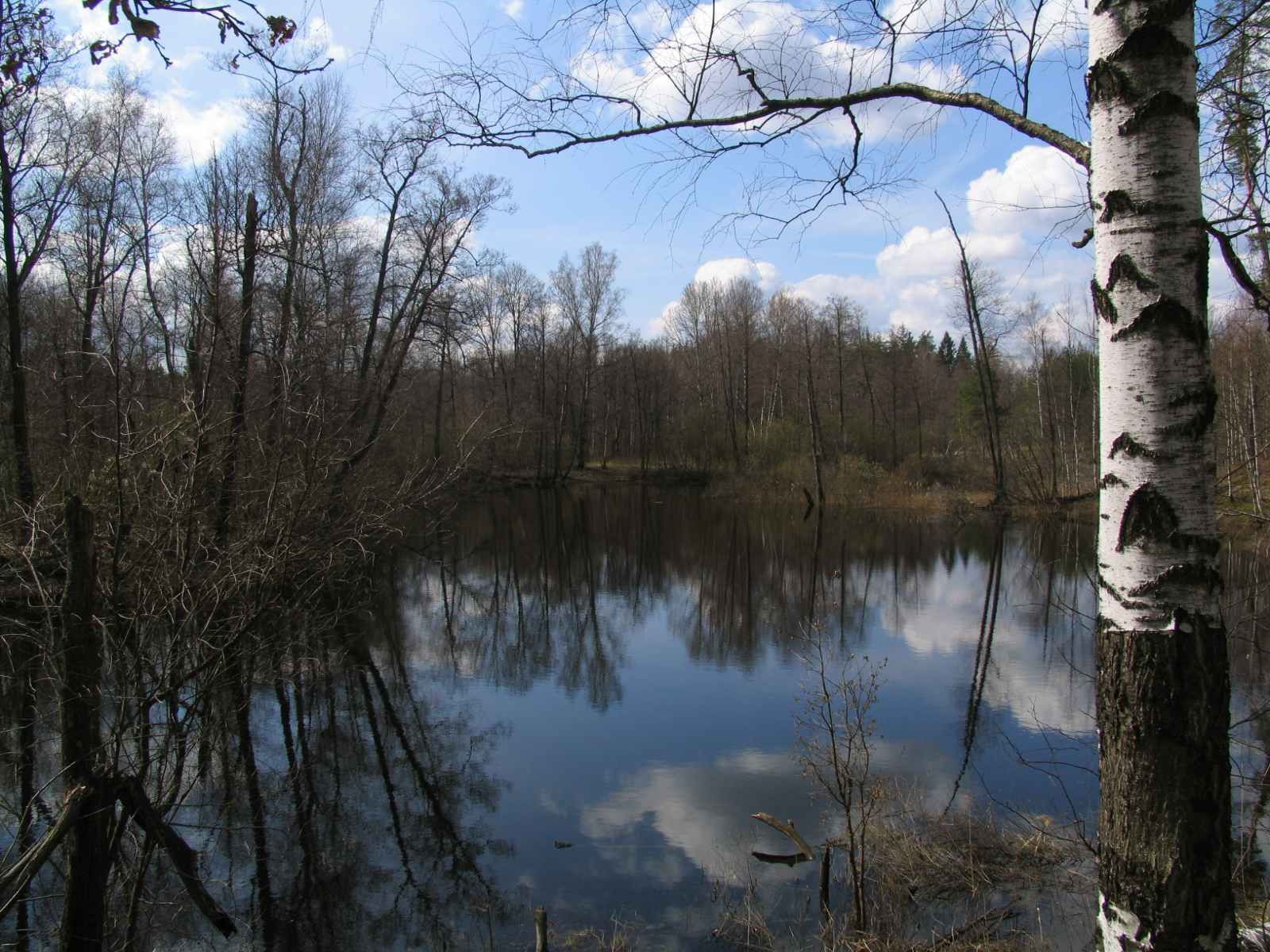
Waldsee in der Meschtschora

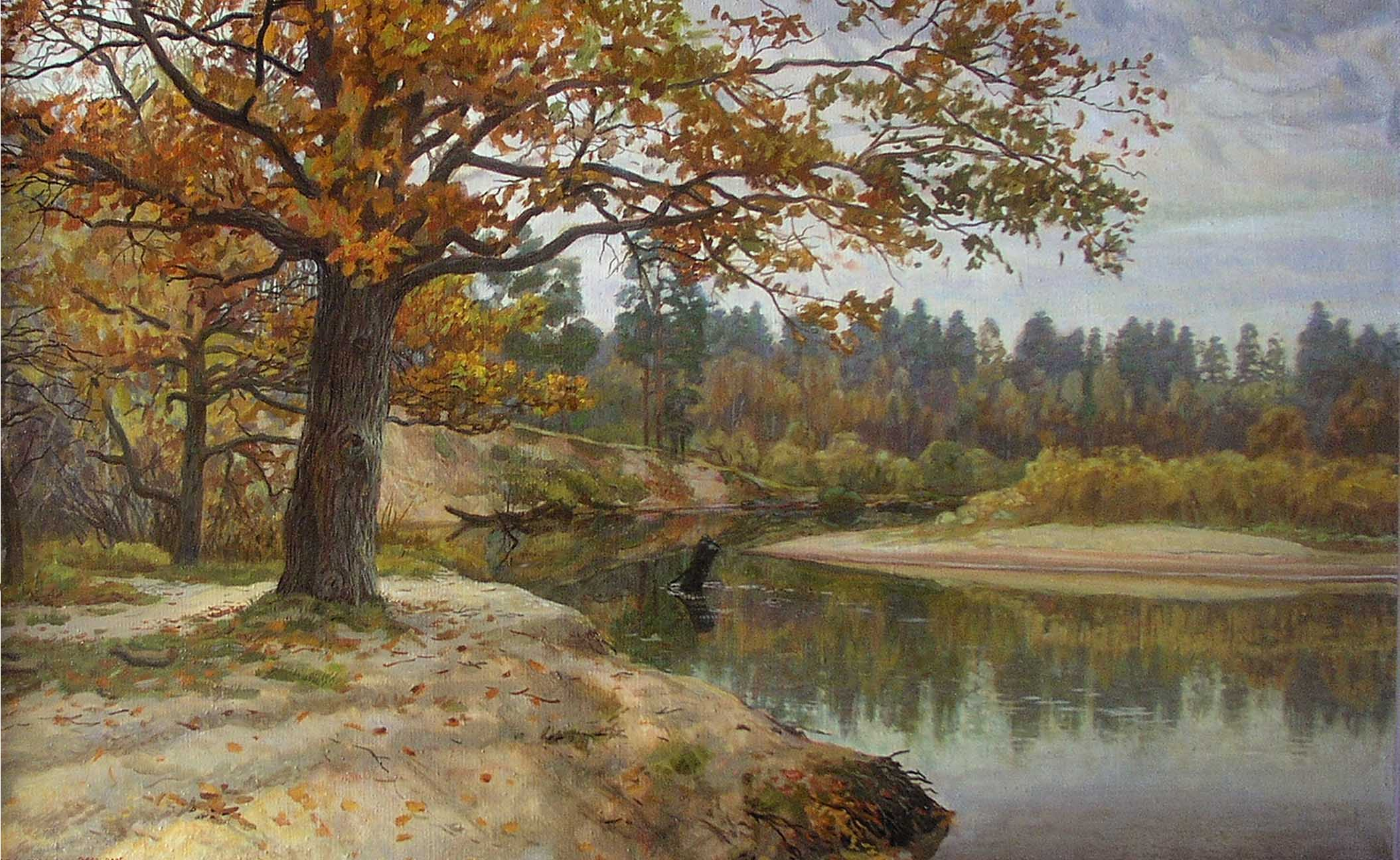
M. Presnjakow. Herbst in der Meschtschora. 2003–2005.

Die Meschtschora (russisch Мещёра oder Мещёрская низменность – Meschtschora-Tiefebene, deutsch auch Meschtschera) ist eine Tiefebene in den Oblasten Moskau, Wladimir und Rjasan in Russland.
Das Gebiet wird von allen Seiten durch Flüsse begrenzt: im Norden durch die Kljasma, im Südwesten durch die Moskwa, im Süden durch die Oka und im Osten durch Sudogda und Kolp. Es stellt eine hauptsächlich in der letzten Eiszeit geformte, leicht in Nord-Süd-Richtung geneigte Sanderebene dar. Im nördlichen Teil beträgt die Höhe über dem Meeresspiegel 120–130 m, im Süden 80–100 m.
Die Meschtschora wird von den Flüssen Buscha, Zna, Polja, Gus, Pra durchflossen, deren Täler versumpft sind. Es gibt viele Seen und Sümpfe bzw. Torfmoore. Etwa die Hälfte der Fläche ist von Mischwäldern bedeckt.
Einen Teil der Meschtschora nehmen die Nationalparks Meschtschora (Oblast Wladimir) und Meschtschorski (Oblast Rjasan) ein. Die westlichen Ausläufer der Meschtschora-Tiefebene reichen bis in das Stadtgebiet Moskaus hinein; hier bilden sie einen Teil des Nationalparks Lossiny Ostrow.
Bezug zur Meschtschora haben Leben und Werk von Malern wie Isaak Lewitan und Abram Archipow, Komponisten wie Alexander Borodin und Sergei Tanejew, Literaten wie Wassili Grossman, Konstantin Paustowski, Sergei Jessenin.
Das historische Ethnonym Meschtscheren bezieht sich auf verschiedene Bevölkerungsgruppen, die die Landschaft Meschtschora und ihre Umgebung bewohnten. Auch das hier begüterte russische Fürstenhaus der Meschtscherski, das krim-tatarischen Ursprungs war, benannte sich nach dieser Gegend.